# Line Music
Line Music (estilizado como LINE MUSIC) é um serviço de streaming de música por assinatura da Line Corporation, que combina o aplicativo Line Messenger existente com o sistema de entretenimento em que os usuários não apenas podem realizar stream da canção, mas também podem compartilha-la diretamente no Line messenger. O presidente da divisão Line Music é Lim-Suk Jun. O aplicativo Line Music é uma versão alternativa do Naver VIBE na Coreia do Sul.

## História

### 2014: Anúnico e início de expansão
Em dezembro de 2014, a Line Corporation revelou seu plano de expandir sua linha de produtos Line para além de seu serviço de mensagens Line a fim de fornecer um portal de entretenimento completo onde os usuários poderiam utilizar os serviços Line para consumir mídia, em um plano feito em outubro de 2014. A expansão foi anunciada durante o evento anual da Line, ao mesmo tempo em que a empresa também anunciou a introdução do serviço de mangá online e também novos empreendimentos de jogos, com investimento da divisão de streaming de música no valor de ¥480 milhões de yenes. A Line Corporation, em estágio inicial, assinou acordos com a Sony Music Japan e Avex Group para permitir que seus trabalhos fossem transmitidos em seus serviços. Após o anúncio no mesmo mês, a Line Corporation adquiriu o serviço de música MixRadio da Microsoft, para realizar a sua expansão para a indústria musical globalmente, entretanto, informou que o serviço MixRadio continuaria a operar separadamente da empresa-mãe.

### 2015–2019: Lançamento na Tailândia, Japão e Taiwan
Line Music foi inicialmente lançado na Tailândia, sendo o país o segundo de maior quota de mercado de Line messenger no mundo depois do Japão. A Line assinou acordos com grandes gravadoras do país, como RS Music, BEC-TERO, SpicyDisc e What The Duck, para permitir que seus trabalhos fossem transmitidos no serviço. Em 25 de agosto de 2016, a Line Thailand anunciou sua intenção de encerrar suas atividades e mudar para a Line TV em 1º de outubro de 2016.
Em 11 de junho de 2015, a Line Corporation lançou a Line Music no Japão, com novos acordos com grandes gravadoras do país como Warner Music Group, Universal Music Group e King Records. Na mesma data, passou a ser veiculado seu primeiro comercial de televisão sobre a Line Music Japan. Neste vídeo, uma garota está dançando e cantando em casa enquanto ouve o último single de Carly Rae Jepsen, "I Really Like You". A seguir, em 10 de julho de 2019, a Line Corporation começou a fornecer o serviço Line Music em Taiwan.

## Recepção
A recepção do Line Music foi bem recebida pelos clientes no Japão e na Tailândia, com 6,2 milhões de downloads nos primeiros meses de disponibilidade.